# Контролна тачка Чарли
Контролна тачка Чарли (или „контролна тачка Ц“) је била најпознатији прелаз Берлинског зида између Источног Берлина и Западног Берлина током Хладног рата (1947–1991), како су га назвали западни савезници.
Лидер Источне Немачке Валтер Улбрихт је агитовао и маневрисао да добије дозволу Совјетског Савеза да изгради Берлински зид 1961. како би зауставио емиграцију и бекство ка западу кроз гранични систем, спречавајући бекство преко границе градског сектора из Источног Берлина у Западни Берлин. Чекпоинт Чарли је постао симбол Хладног рата, представљајући раздвајање Истока и Запада. Совјетски и амерички тенкови су се накратко суочили на овом локацији током Берлинске кризе 1961. Двадесет и шестог јуна 1963. амерички председник Џон Ф. Кенеди посетио је Чекпоинт и са платформе гледао на Берлински зид и источни Берлин.
Након распада Источног блока и поновног уједињења Немачке, америчка стражарска кућа на Чекпоинту Чарлију постала је туристичка атракција. Сада се налази у Музеју савезника у берлинском насељу Далем.

## Историјска позадина

### Ограничења емиграције, унутрашња немачка граница и Берлин
До раних 1950-их, совјетски метод ограничавања емиграције опонашала је већина земаља Источног блока, укључујући Источну Немачку. Међутим, у окупираној Немачкој, све до 1952. године, линије између Источне Немачке и западних окупираних зона и даље су се лако прелазиле на већини места. Потом је затворена унутрашња немачка граница између две немачке државе и подигнута ограда од бодљикаве жице.
Чак и након званичног затварања унутрашње немачке границе 1952, граница градског сектора између Источног Берлина и Западног Берлина остала је знатно приступачнија од остатка границе јер су њом управљале све четири окупационе силе. Сходно томе, Берлин је постао главна рута којом су источни Немци одлазили на Запад. Отуда је граница берлинског сектора у суштини била „рупа“ кроз коју су грађани Источног блока још увек могли да побегну.
Три и по милиона Источних Немаца који су отишли до 1961. године чинили су отприлике 20% целокупног становништва Источне Немачке. Исељеници су углавном били млади и добро образовани. Губитак је био несразмерно велики међу професионалцима — инжењери, техничари, лекари, наставници, адвокати и квалификовани радници.

### Градња Берлинског зида
Одлив мозгова постао је толико штетан за политички кредибилитет и економску одрживост Источне Немачке да је очување совјетске империјалне границе било императив. Између 1949. и 1961. године, преко 2½ милиона Источних Немаца је побегло на Запад. Број се повећао током три године пре подизања Берлинског зида са 144.000 1959. године, 199.000 1960. и 207.000 само у првих седам месеци 1961. године. Источнонемачка привреда је претрпела негативне последице због одлица.
Источни Немци су 13. августа 1961. подигли баријеру од бодљикаве жице која ће постати Берлински зид који раздваја источни и западни Берлин. Два дана касније, полицијски и војни инжењери почели су да граде трајнији бетонски зид.

## У популарној култури
ЧЧ се појављивао бројним шпијунажама из доба хладног рата и политичким романима и филмовима. Неки примери:
Џејмс Бонд (којег глуми Роџер Мур) прошао је кроз Чекпоинт Чарли у филму Октопуси (1983) са запада на исток.
Чекпоинт Чарли је представљен у почетној сцени филма из 1965. Шпијун који је дошао са хладноће (са Ричардом Бартоном и Клер Блум у главним улогама), заснованог на истоименом роману Џона ле Кареа.
У играном филму Мост шпијуна, затворени амерички студент Фредерик Прајор пуштен је на Чекпоинт Чарли као део споразума о размени. Прајорово ослобађање се дешава ван екрана док се размена моћи за Абела одвија на мосту Глиеницке.
То је приказано у уводној сцени филма Шифра U.N.C.L.E. (2015).
Филм из 1985. Gotcha! укључује сцену у којој протагониста (Ентони Едвардс) пролази кроз Чекпоинт Чарли у Западни Берлин.
Елвис Костело помиње Чекпоинт Чарлија у својој хит песми „Oliver's Army“.